# Osmund Bopearachchi

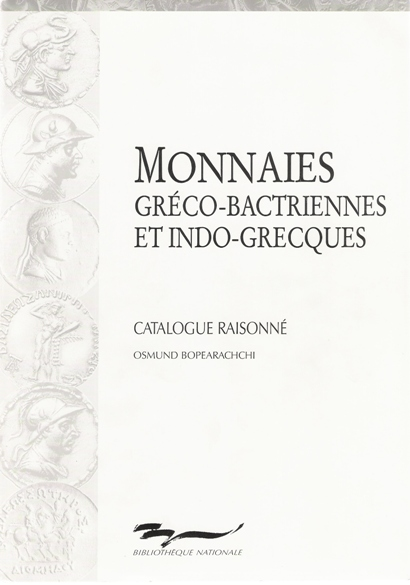
Monnaies Gréco-Bactriennes et Indo-Grecques, por Osmund Bopearachchi, 1991

Osmund Bopearachchi é um historiador e numismata que tem se especializado em cunhagem das moedas indo-gregas e greco-bactrianas.
Originário de Sri Lanka, terminou os estudos na França. Em 1983, juntou-se ao time do CNRS da École Normale Supérieure para aprofundar-se nos estudos. Em 1989, ele se tornou especialista em pesquisas (Chargé de Recherche) no CNRS.
Em 1991, Osmund Bopearachchi publicou um extenso trabalho sobre cunhagem indo-grega e greco-bactriana, Monnaies Gréco-Bractriennes et Indo-Grecques, Catalogue Raisonné (400 páginas), que se tornou uma referência no seu campo. As suas conclusões são baseadas em uma extensa análise numismática, escrituras clássicas, escrituras indianas e evidência epigráfica. O livro recebeu o Prix Mendel (Prêmio Mendel) de Pesquisas Históricas em 1992.